# Сен-Назер-1 (кантон)
Сен-Назер-1 (фр. Saint-Nazaire-1) — кантон во Франции, находится в регионе Пеи-де-ла-Луар, департамент Атлантическая Луара. Входит в состав округа Сен-Назер.

## История
Кантон образован в результате реформы 2015 года путем объединения упраздненных кантонов Сен-Назер-Уэст и Сен-Назер-Центр.

## Состав кантона с 22 марта2015 года
В состав кантона входят западные и центральные кварталы города Сен-Назер.

## Политика
С 2021 года кантон в Совете департамента Атлантическая Луара представляют вице-мэр города Сен-Назер Лидия Маэ (Lydie Mahé) (Социалистическая партия) и предприниматель Бертран Шубрак (Bertrand Choubrac) (Разные левые). 
|                | Кандидаты                         | Партия                   | Первый тур | Первый тур     | Второй тур | Второй тур |
| Кол-во голосов | Кандидаты                         | Партия                   | % голосов  | Кол-во голосов | % голосов  |            |
| -------------- | --------------------------------- | ------------------------ | ---------- | -------------- | ---------- | ---------- |
|                | Лидия Маэ Бертран Шубрак          | Левый блок               | 2 354      | 22,97          | 4 745      | 51,63      |
|                | Анн-Сесиль Антони Филипп Дегираль | Европа Экология Зелёные  | 2 346      | 22,90          | 4 445      | 48,37      |
|                | Сильви Бриер Бассем Нефар         | Вперёд, Республика!      | 1 565      | 15,27          |            |            |
|                | Корантен Режан Анн Тривидик       | Национальное объединение | 1 419      | 13,85          |            |            |
|                | Филипп Кадье Соня Лежаи           | Правый блок              | 1 338      | 13,06          |            |            |
|                | Патрис Бюльтин Беатрис Приу       | Радикальная левая партия | 660        | 6,64           |            |            |
|                | Патрик Восгьен Фабьян Десабль     | Коммунистическая партия  | 564        | 5,50           |            |            |

|                | Кандидаты                        | Партия                  | Первый тур | Первый тур     | Второй тур | Второй тур |
| Кол-во голосов | Кандидаты                        | Партия                  | % голосов  | Кол-во голосов | % голосов  |            |
| -------------- | -------------------------------- | ----------------------- | ---------- | -------------- | ---------- | ---------- |
|                | Аннаиг Котоннек Бертран Шубрак   | Социалистическая партия | 5 444      | 36,73          | 8 178      | 60,31      |
|                | Флоранс Бовеле Филипп Кадье      | Правый блок             | 3 365      | 22,70          | 5 382      | 39,69      |
|                | Готье Буше Стефани Сюттер        | Национальный фронт      | 2 609      | 17,60          |            |            |
|                | Иан Ле Поллотек Сара Трише-Аллер | Европа Экология Зелёные | 1 250      | 8,43           |            |            |
|                | Натали Брюно Гийом Десабль       | Левый фронт             | 1 121      | 7,56           |            |            |
|                | Мишель Бопр Мари Дуано           | Прочие                  | 646        | 4,36           |            |            |
|                | Мари-Франс Белен Ален Жорже      | Крайне левые            | 386        | 2,60           |            |            |